# Siergiej Wierszynin
Siergiej Jakowlewicz Wierszynin (ros. Сергей Яковлевич Верши́нин, ur. 1896 w Symbirsku, zm. 4 września 1970 w Moskwie) – radziecki generał major.

## Życiorys
Skończył szkołę rzemieślniczą w Symbirsku w 1913, od marca 1919 członek RKP(b), od września 1919 do października 1920 w Armii Czerwonej, od października 1920 funkcjonariusz Czeki, sekretarz Wydziału Specjalnego 5 Armii, od września 1921 do kwietnia 1922 szef sekcji Wydziału Specjalnego Zachodniosyberyjskiego Okręgu Wojskowego. Od kwietnia 1922 szef sekcji nadmorskiego gubernialnego oddziału GPU, od września 1923 naczelnik 53 oddziału pogranicznego OGPU w Daurii, od września 1924 do września 1925 kursant Wyższej Szkoły Pogranicznej OGPU ZSRR, potem wrócił na poprzednie stanowisko, od lipca 1926 do lipca 1930 naczelnik 58 oddziału pogranicznego OGPU, później był pracownikiem Pełnomocnego Przedstawicielstwa OGPU Kazachstanu. Od 1 marca 1933 szef inspekcji wojsk OGPU PP OGPU obwodu zachodniego (późniejszy obwód smoleński), od kwietnia 1934 do 31 marca 1935 naczelnik 33 oddziału pogranicznego OGPU/NKWD w Soczi, od 31 marca 1935 do 28 września 1937 szef Zarządu Ochrony Pogranicznej i Wewnętrznej Zarządu NKWD obwodu kalinińskiego, od 23 grudnia 1935 pułkownik. Od 28 września 1937 do 22 maja 1938 szef Zarządu NKWD obwodu riazańskiego, 31 sierpnia 1938 mianowany kombrigiem, od 29 września 1938 do 7 września 1939 szef Głównego Zarządu Ochrony Pożarowej NKWD ZSRR, od 17 grudnia 1939 do marca 1940 szef obozu NKWD dla jeńców wojennych w Tajszecie, od kwietnia 1940 do 1941 naczelnik Norylskiego Poprawczego Obozu Pracy NKWD i zastępca szefa Norylskiego Kombinatu NKWD i Poprawczego Obozu Pracy. Od marca do lipca 1941 w rezerwie NKWD ZSRR, od 18 lipca 1941 do czerwca 1942 szef grupy operacyjnej istriebitielnego batalionu NKWD Frontu Karelskiego, od 30 maja do października 1942 szef sztabu ruchu partyzanckiego Frontu Karelskiego, od października 1942 do kwietnia 1943 przedstawiciel Centralnego Sztabu Ruchu Partyzanckiego w Karelii, 27 stycznia 1943 awansowany na generała majora. Od 1942 do 15 listopada 1944 członek Rady Wojennej Frontu Karelskiego, od kwietnia 1945 przedstawiciel Rady Komisarzy Ludowych/Rady Ministrów ZSRR ds. repatriacji obywateli ZSRR z Zachodnich Niemiec, później szef Zarządu ds. Repatriacji Jeńców i Obywateli Narodów Zjednoczonych SWAG, od listopada 1947 do lutego 1948 w rezerwie, od lutego do sierpnia 1948 na leczeniu, następnie na emeryturze. Deputowany do Rady Najwyższej ZSRR 1 kadencji. Pochowany na Cmentarzu Nowodziewiczym w Moskwie.

## Odznaczenia
- Order Lenina
- Order Czerwonego Sztandaru (dwukrotnie)
- Medal jubileuszowy „XX lat Robotniczo-Chłopskiej Armii Czerwonej” (22 lutego 1938)
- Odznaka "Honorowy Funkcjonariusz Czeki/GPU (V)"
- Odznaka "Honorowy Funkcjonariusz Czeki/GPU (XV)" (29 sierpnia 1936)